# Pointe Dzérat
Pointe Est du Midi
La pointe Dzérat ou pointe Est du Midi est un sommet de la chaîne du Bargy avec 2 278 mètres d'altitude, dans le département de la Haute-Savoie, en région Auvergne-Rhône-Alpes.

## Géographie

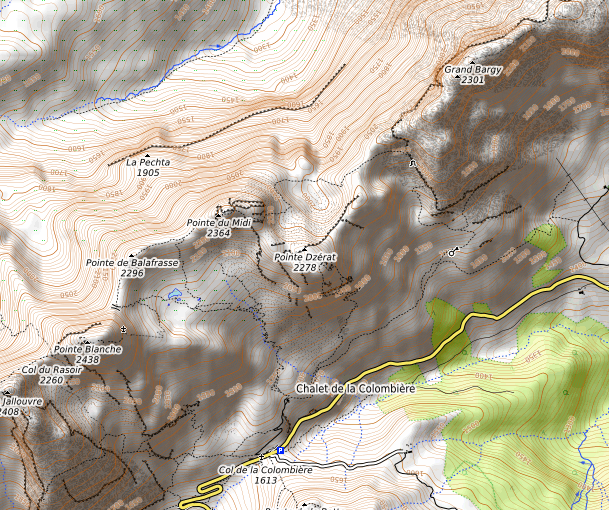
Carte topographique.

La pointe Dzérat est située dans le centre de la chaîne du Bargy, au-dessus du col de la Colombière situé au sud et de la combe Sauvage située au nord. Le sommet est entouré par la pointe du Midi au nord-ouest et le Grand Bargy au nord-est dont il est séparé par une crête comportant plusieurs petits sommets non nommés. La pointe n'est pas accessible en randonnée mais comporte plusieurs voies d'escalade sur son flanc Sud sous le sommet.

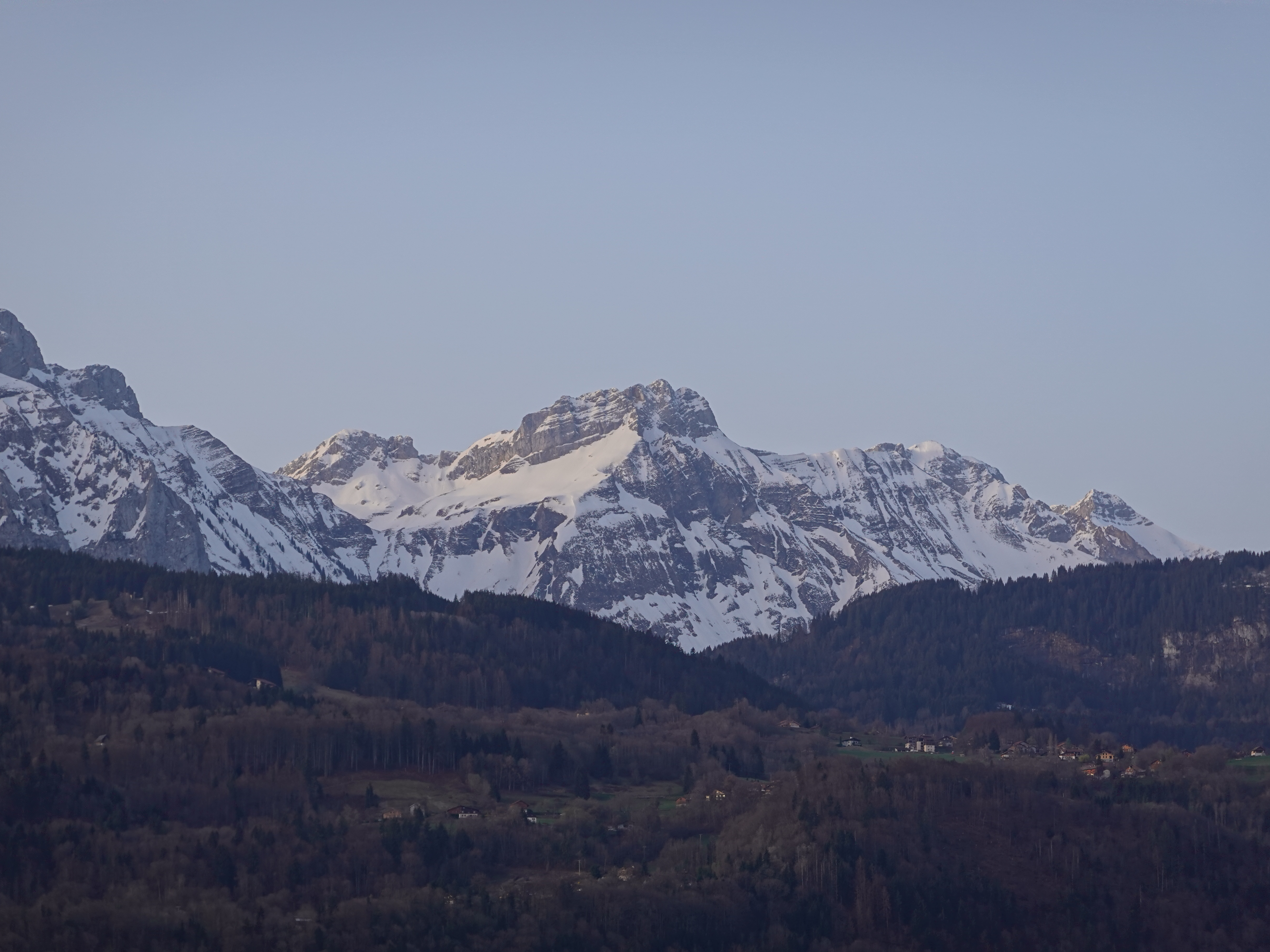
Vue de la partie centrale de la chaîne du Bargy depuis Marignier au nord avec de gauche à droite la pointe Dzérat, la pointe du Midi, la pointe Blanche et le pic de Jallouvre.